# Santa Maria de Fontcoberta
 Santa Maria de Fontcoberta és l'antiga església parroquial, romànica, del poble de Fontcoberta, a la comuna rossellonesa de Queixàs. Està situada al nord del poble de Fontcoberta, per damunt seu, en una carena que domina la vall, en el vessant meridional del Puig de Boc.

## Història
La primera referència d'aquesta església és del 942, en un document de permuta d'un alou.

## Arquitectura
És un temple preromànic, de nau única i capçalera restangular. Fou retocat en època romànica i en els segles posteriors, però no va ser excessivament retocada. La porta és a la façana de migdia, i és de factura romànica, del segle xi, tot i que l'arc triomfal va ser modificat. La coberta de la nau és de fusta. Hi ha un campanar d'espadanya damunt de la façana de ponent.